# Anthaxia nitidula
Anthaxia nitidula  (лат.) — вид жуков-златок.
Длина тела имаго 4,5—7,5 мм. От имаго ближайших видов Anthaxia nitidula отличаются следующими эйдономическими признаками: 1) переднеспинка с сильными редкими морщинками посередине; на переднеспинке в передней половине нет тёмных пятен, 2) окраска жуков схожа с окраской жуков Anthaxia millefolii — надкрылья сине-зелёные или фиолетовые, переднеспинка золотисто-зелёная, на переднеспинке у самок оранжевая середине. Развиваются на плодовых деревьях с косточковыми плодами.

## Синонимы
В синонимику вида входят следующие биномены:
- Anthaxia agnusi Méquignon, 1927
- Anthaxia cyanipennis Gory, 1841
- Anthaxia grabowskyi Obenberger, 1912
- Anthaxia lichacevi Obenberger, 1930
- Anthaxia millefolii Abeille de Perrin, 1894
- Buprestis laeta Schaeffer, 1766
- Buprestis styria Voet, 1806